# Klassiek liberalisme
Klassiek liberalisme is een verwijzing naar het oorspronkelijke
economisch liberalisme, ter aanduiding van diverse stromingen binnen het liberalisme, die individualisme, eigendom en marktvrijheid als kernwaarden hanteren. 
Met de term klassiek liberalisme worden stromingen in de oorspronkelijke traditie onderscheiden van nieuwere vormen van economisch liberalisme, speciaal van het ordoliberalisme dat zich sinds 1950 ontwikkelde. Friedrich Hayek en verwanten hanteerden de term om hun eerdere zelfbenaming als neoliberalen af te schudden.
De kwalificatie klassiek is echter grotendeels een gevolg van de verandering van de term liberalism in de Verenigde Staten. Terwijl liberalisme in Europa van oudsher de pro-marktpositie in economische politiek aanduidde, is de betekenis van liberalisme door toedoen van onder meer Roosevelts New Deal verschoven en duidt het een progressieve positie aan. De neoliberalen, die zich niet in deze sociaaldemocratische politiek konden schikken, en daarnaast ook niet het conservatisme wilden omarmen, namen de benaming 'klassiek liberalen' aan. Ook libertariërs hebben de zelfbenoeming "klassiek liberaal" omarmd, ondanks de verschillen in vrijheidsopvatting tussen hen en de vroege liberalen.